# Julius Valerius Alexander Polemius

Jules Valère (Julius Valerius Alexander Polemius) est un écrivain et traducteur latin, auteur des Res gestae Alexandri Magni, récit de la vie d'Alexandre le Grand basé sur la version du pseudo-Callisthène. Il a vécu à la fin du IIIe siècle et au début du IVe siècle. 
Alors que son histoire d'Alexandre le Grand ne subsiste que dans deux manuscrits (un troisième, palimpseste, a été détruit en 1904), une version abrégée peut-être au IXe siècle a connu, quant à elle, une vogue immense au Moyen Âge.

## Liens
- Notices d'autorité :   - VIAF
  - BnF (données)
  - IdRef
  - LCCN
  - GND
  - Italie
  - CiNii
  - Espagne
  - Pays-Bas
  - Pologne
  - NUKAT
  - Catalogne
  - Suède
  - Vatican
  - Norvège
  - Grèce
  - WorldCat

Pseudo-Callisthène | Antiquité tardive